# Dejan Kulusevski
Dejan Kulusevski (Estocolmo, 25 de abril de 2000) es un futbolista sueco que juega en la demarcación de centrocampista para el Tottenham Hotspur F. C. de la Premier League de Inglaterra.

## Trayectoria
Tras empezar a formarse como futbolista en las categorías inferiores del IF Brommapojkarna, finalmente en 2016 se marchó a la disciplina del Atalanta B. C., donde jugó otros tres años en las filas inferiores del club. No fue hasta el 20 de enero de 2019 que debutó con el primer equipo, haciéndolo en la Serie A contra el Frosinone Calcio tras sustituir a Marten de Roon en el minuto 71. El 18 de julio de 2019 fue cedido una temporada al Parma Calcio 1913. El 2 de enero de 2020 la Juventus de Turín hizo oficial su fichaje hasta el 30 de junio de 2024, a cambio de 35 millones de euros más 9 en variables, aunque continuaría cedido en Parma hasta junio de 2020.
En año y medio en Turín marcó nueve goles en 74 partidos y el 31 de enero de 2022 se marchó cedido al Tottenham Hotspur F. C. hasta junio de 2023. El préstamo valía 10 millones de euros. La operación incluía una opción de compra, que se convertiría en una obligación bajo determinadas condiciones, por una tarifa adicional de 35 millones de euros. Antes de que la cesión expirara, fue adquirido en propiedad y firmó un contrato de cinco años después de haber disputado 57 partidos en los que anotó siete goles.

## Selección nacional
Internacional en categorías inferiores con Macedonia y Suecia, el 18 de noviembre de 2019 debutó con la selección absoluta de Suecia en el partido de clasificación para la Eurocopa 2020 que los suecos vencieron por 3-0 a Islas Feroe.

## Estadísticas

### Clubes
Actualizado al último partido disputado el 11 de mayo de 2025.
| Club                               | Div.          | Temporada     | Liga  | Liga  | Copas nacionales | Copas nacionales | Copas internacionales | Copas internacionales | Total | Total |
| Club                               | Div.          | Temporada     | Part. | Goles | Part.            | Goles            | Part.                 | Goles                 | Part. | Goles |
| ---------------------------------- | ------------- | ------------- | ----- | ----- | ---------------- | ---------------- | --------------------- | --------------------- | ----- | ----- |
| Atalanta B. C. · Italia            | 1.ª           | 2018-19       | 3     | 0     | 0                | 0                | ―                     | ―                     | 3     | 0     |
| Atalanta B. C. · Italia            | Total club    | Total club    | 3     | 0     | 0                | 0                | 0                     | 0                     | 3     | 0     |
| Parma Calcio 1913 · Italia         | 1.ª           | 2019-20       | 36    | 10    | 3                | 0                | —                     | —                     | 39    | 10    |
| Parma Calcio 1913 · Italia         | Total club    | Total club    | 36    | 10    | 3                | 0                | 0                     | 0                     | 39    | 10    |
| Juventus F. C. · Italia            | 1.ª           | 2020-21       | 35    | 4     | 6                | 3                | 6                     | 0                     | 47    | 7     |
| Juventus F. C. · Italia            | 1.ª           | 2021-22       | 20    | 1     | 2                | 0                | 5                     | 1                     | 27    | 2     |
| Juventus F. C. · Italia            | Total club    | Total club    | 55    | 5     | 8                | 3                | 11                    | 1                     | 74    | 9     |
| Tottenham Hotspur F. C. Inglaterra | 1.ª           | 2021-22       | 18    | 5     | 2                | 0                | ―                     | ―                     | 20    | 5     |
| Tottenham Hotspur F. C. Inglaterra | 1.ª           | 2022-23       | 30    | 2     | 3                | 0                | 4                     | 0                     | 37    | 2     |
| Tottenham Hotspur F. C. Inglaterra | 1.ª           | 2023-24       | 36    | 8     | 3                | 0                | ―                     | ―                     | 39    | 8     |
| Tottenham Hotspur F. C. Inglaterra | 1.ª           | 2024-25       | 32    | 7     | 7                | 2                | 11                    | 1                     | 50    | 10    |
| Tottenham Hotspur F. C. Inglaterra | Total club    | Total club    | 116   | 22    | 15               | 2                | 15                    | 1                     | 146   | 25    |
| Total carrera                      | Total carrera | Total carrera | 210   | 37    | 26               | 5                | 26                    | 2                     | 262   | 44    |
| 1. 2.                              |               |               |       |       |                  |                  |                       |                       |       |       |

## Palmarés

### Títulos nacionales
| Título              | Club           | País   | Año  |
| ------------------- | -------------- | ------ | ---- |
| Supercopa de Italia | Juventus F. C. | Italia | 2020 |
| Copa Italia         | Juventus F. C. | Italia | 2021 |

### Títulos internacionales
| Título                 | Club                    | Sede   | Año  |
| ---------------------- | ----------------------- | ------ | ---- |
| Liga Europa de la UEFA | Tottenham Hotspur F. C. | Bilbao | 2025 |

### Distinciones individuales
| Distinción                           | Año     |
| ------------------------------------ | ------- |
| Mejor futbolista joven de la Serie A | 2019-20 |